# Grad Humberk
Grad Humberk (nemško: Burg Hollenburg) je širok grad na skalnati steni nad Rožem in Dravo na južnem pobočju Gur. Posest se nahaja v današnji občini Kotmara vas.

## Zgodovina
Humberk verjetno stoji na mestu "curtis ad Trahoven", omenjenega v listinah iz let 860 in 876.
Današnji grad so verjetno okoli leta 1100 zgradili ministeriali štajerskih mejnih grofov; za leto 1142 je dokumentirana družina Hollenburgerjevih (Humberčanov). Ko so v 13. stoletju razširili prometno pot čez Ljubelj, je grad pridobil strateški pomen. Lastniki Humberka (vključno s Ptujsko in Stubenbergerško plemiškimi rodbninami) so se na eni strani vedno znova sprli z Vetrinjsko opatijo, po drugi strani pa so odstopili kot donatorji, na primer za pomembna gotska okna v kolegijski cerkvi.
Grad je delno porušil furlanski potres leta 1348, a je bil takoj obnovljen. Humberk je leta 1349 dokumentiran kot sedež okrožnega sodnika.
Cesar Maximilijan I. je leta 1514 prodal grad Siegmundu Dietrichsteinskemu in je podvignil grad v baronijo. V 16. in 17. stoletju so Dietrichsteinnovi grad razširili im mu dali današnjo reprezentativno obliko. Zadnji moški potomec družine Dietrichstein je umrl leta 1861. Leta 1913 je Ludwig "Louis" Wittgenstein (1845–1925), stric filozofa Ludwiga Wittgensteina, pridobil grad in posest. Leta 1923 je Humberk podedoval družini Maresch in končno družini Kyrle, eden od lastnikov je bil Johannes Kyrle.

## Opis gradu
Nepravilno obliko današnjega kompleksa lahko zasledimo v poteku srednjeveškega obročastega obzidja. Severni dostop do gradu vodi skozi vratni stolp s stopničastim zatrepom, zgrajenim sredi 17. stoletja, in podolgovatim in pokritim hodnikom čez vratni jarek. Na pobočni strani je grad neokrašen, na dolinski strani ima več dvojnih oken, oblikovanih v renesančnem slogu.
V vzhodnem delu gradu se nahaja palas, zgrajen v 14. in 15. stoletju. V vzhodnem traktu so na dvoriščni strani nadstropne renesančne arkade (1558), na nasprotnem dvorišču pa lesena galerija. Na zahodni steni in na dveh stebrih zgornje arkade sta grb Dietrichstein-Rottal iz leta 1529 in veliki navezniški grb Dietrichstein-Starhemberg. Nad vrati so bila nameščena nekatera luteranska gesla in svetopisemski izreki iz leta 1581 ter datumi iz obdobja med letoma 1516 in 1588, ki se nanašajo na gradbena dela. Na grajskem dvorišču so reliefi in napisi iz rimskih grobišč.
Grajska kapela 'sv. Miklavža se nahaja v pritličju vzhodnega trakta. Prvič naj bi bila omenjena leta 1348, drugič pa je bila posvečena leta 1684. Stene stavbe krasijo poslikave, med katerimi je tudi ciklus fresk iz druge polovice 14. stoletja.

## Spletne povezave
- Kärntner Landesregierung

Predloga:Kotmara vas
Predloga:Gradovi na Koroškem